# Mannie Fresh

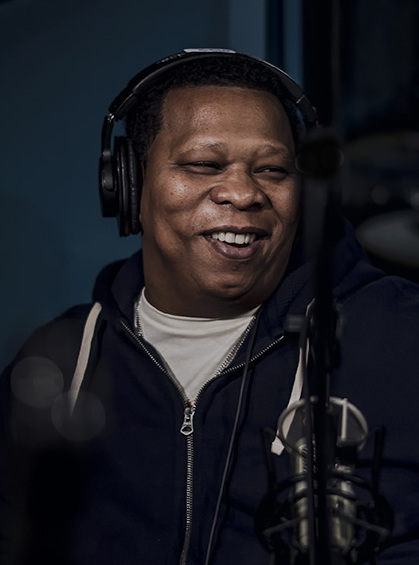
Mannie Fresh

Mannie Fresh (* 20. März 1969 in New Orleans, Louisiana; bürgerlich Byron O. Thomas) ist ein US-amerikanischer Musikproduzent und Rapper. Bekannt wurde er als Hausproduzent des Labels Cash Money Records sowie als Teil des Duos Big Tymers. Seine Produktionen verkauften sich bisher über 23 Millionen Mal.

## Werdegang
Mannie Fresh wuchs in New Orleans auf, als Sohn eines DJs. Dementsprechend prägte Musik schon früh sein Leben und er startete 1984 seine Karriere als Teil von New York Incorporated, die oft als erste Hip-Hop-Gruppe von New Orleans genannt wird. Bekanntheit für sich selbst erlangte er zunächst durch Partys, auf denen er Platten auflegte. Dadurch erweckte er auch das Interesse des Rappers Gregory D, mit dem er sich bald darauf zusammenschloss und schließlich mit ihm 1992 das Album The Real Deal veröffentlichte, das auf RCA Records erschien. Dieses war zwar in New Orleans beliebt, blieb aber außerhalb des Südens der Vereinigten Staaten komplett unbeachtet. Dies führte auch zum Ende der Partnerschaft mit RCA und bedeutete ebenfalls das Ende der gemeinsamen musikalischen Karriere von Gregory D und Mannie Fresh, die sich freundschaftlich trennten, da Mannie Fresh mit der Behandlung durch Major-Labels unzufrieden war.
Über einen gemeinsamen Freund lernte Mannie Fresh dann Birdman kennen, welcher ihm anbot, Teil seines neu gegründeten Labels Cash Money Records zu werden. Als Produzent trug er zusammen mit Birdman selbst sowie den Rappern Juvenile, Lil Wayne und B. G. maßgeblich zum Boom des Labels Mitte der 1990er Jahre bei.
Mit Birdman gründete er 1998 außerdem das Duo Big Tymers, das mehrere Gold- und Platin-Auszeichnungen der RIAA erhielt und einige Hits in den Billboard Hot 100 landen konnte.
2004 veröffentlichte er dann schließlich sein erstes Soloalbum, The Mind of Mannie Fresh, das sich auf Rang 47 der Billboard 200 platzierte und die Single Real Big enthielt, die sich mehrere Wochen in den Billboard Hot 100 hielt.

## Diskografie

### Studioalben
| Jahr | Titel                    | Höchstplatzierung, Gesamtwochen, AuszeichnungChartsChartplatzierungen (Jahr, Titel, Platzierungen, Wochen, Auszeichnungen, Anmerkungen) | Anmerkungen                         |
| Jahr | Titel                    | US | Anmerkungen                         |
| ---- | ------------------------ | --- | ----------------------------------- |
| 2004 | The Mind of Mannie Fresh | US47 (7 Wo.)US | Erstveröffentlichung: Dezember 2004 |

Weitere Alben
- 2009: Return of the Ballin

### Singles
| Jahr | Titel Album                       | Höchstplatzierung, Gesamtwochen, AuszeichnungChartsChartplatzierungen (Jahr, Titel, Album, Platzierungen, Wochen, Auszeichnungen, Anmerkungen) | Anmerkungen                        |
| Jahr | Titel Album                       | US | Anmerkungen                        |
| ---- | --------------------------------- | --- | ---------------------------------- |
| 2004 | Real Big The Mind of Mannie Fresh | US79 (12 Wo.)US | Erstveröffentlichung: Oktober 2004 |

### Als Gastmusiker
| Jahr | Titel Album                                     | Höchstplatzierung, Gesamtwochen, AuszeichnungChartsChartplatzierungen (Jahr, Titel, Album, Platzierungen, Wochen, Auszeichnungen, Anmerkungen) | Anmerkungen                                                                                   |
| Jahr | Titel Album                                     | US | Anmerkungen                                                                                   |
| ---- | ----------------------------------------------- | --- | --------------------------------------------------------------------------------------------- |
| 1999 | Back That Azz Up 400 Degreez                    | US19 ×3Dreifachplatin · (30 Wo.)US | Erstveröffentlichung: Februar 1999 Juvenile feat. Lil Wayne & Mannie Fresh                    |
| 1999 | Bling Bling Chopper City in the Ghetto          | US36 (19 Wo.)US | Erstveröffentlichung: März 1999 B. G. feat. Birdman, Turk, Juvenile, Lil Wayne & Mannie Fresh |
| 2003 | In My Life Juve the Great                       | US46 (17 Wo.)US | Erstveröffentlichung: Dezember 2003 Juvenile feat. Mannie Fresh                               |
| 2005 | And Then What Let’s Get It: Thug Motivation 101 | US67 Gold · (11 Wo.)US | Erstveröffentlichung: Juni 2005 Young Jeezy feat. Mannie Fresh                                |
| 2006 | That Girl Priceless                             | US43 (14 Wo.)US | Erstveröffentlichung: Juli 2006 Frankie J feat. Chamillionaire & Mannie Fresh                 |